# Camerina Pavón y Oviedo
Camerina Luisa Pavón y Oviedo (21 de julio de 1862, Ciudad de México - 15 de julio de 1893, Tacubaya, D.F) fue una poeta mexicana, católica y liberal. Fue bautizada en el Sagrario Metropolitano.

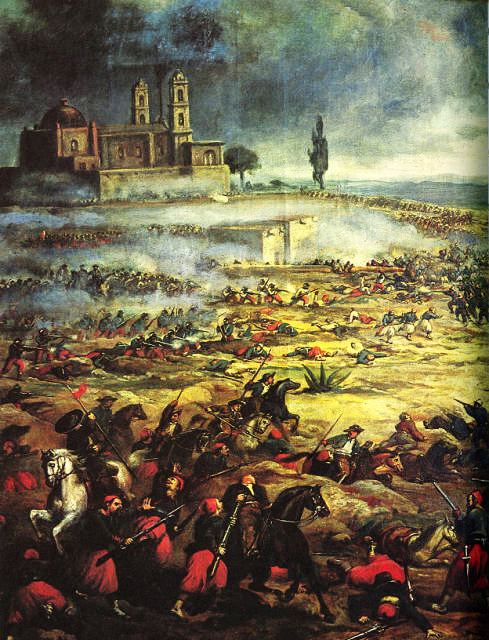
Cuando nació Camerina Pavón y Oviedo la batalla de Puebla había detenido unos meses la invasión francesa

## Biografía
Camerina Pavón fue la cuarta hija del abogado criminalista y defensor de oficio, José María Pavón González del Castillo (1827-1900), nacido en la Ciudad de México y de su esposa, Manuela Oviedo Ortiz de Pavón (1835-1893), originaria de Álamos, Sonora, quienes eran progresistas, partidarios, en épocas del Imperio y la República Itinerante de Benito Juárez, de la República Restaurada y el Porfiriato, de educar en Humanidades a sus hijas para que no se ocuparan solo de coser, bordar y tocar el piano, como correspondía en ese tiempo a las mujeres mexicanas de clases sociales altas.
Miembro de una familia ideológicamente dividida, nieta de José Ignacio Pavón, Presidente de la Suprema Corte de Justicia (1858) Presidente interino del país (1860) y partidario de traer a Maximiliano, su padre era liberal y católico, como ella misma, y cercano a los presidentes Benito Juárez y Porfirio Díaz. Nació en el seno de una familia adinerada, que después tuvo carencias, en parte debido a las luchas entre  Conservadores y Liberales. Para sobrellevar mejor las cosas, la familia se mudó a la calle de la Doctora 118 en Tacubaya, entonces un suburbio de la Ciudad de México. 

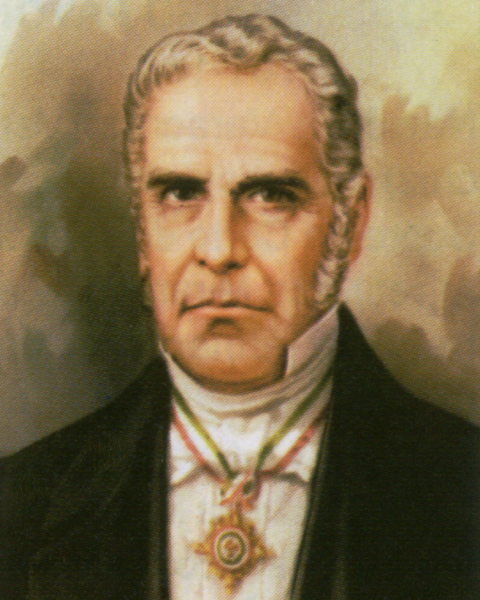
Su abuelo, José Ignacio Pavón

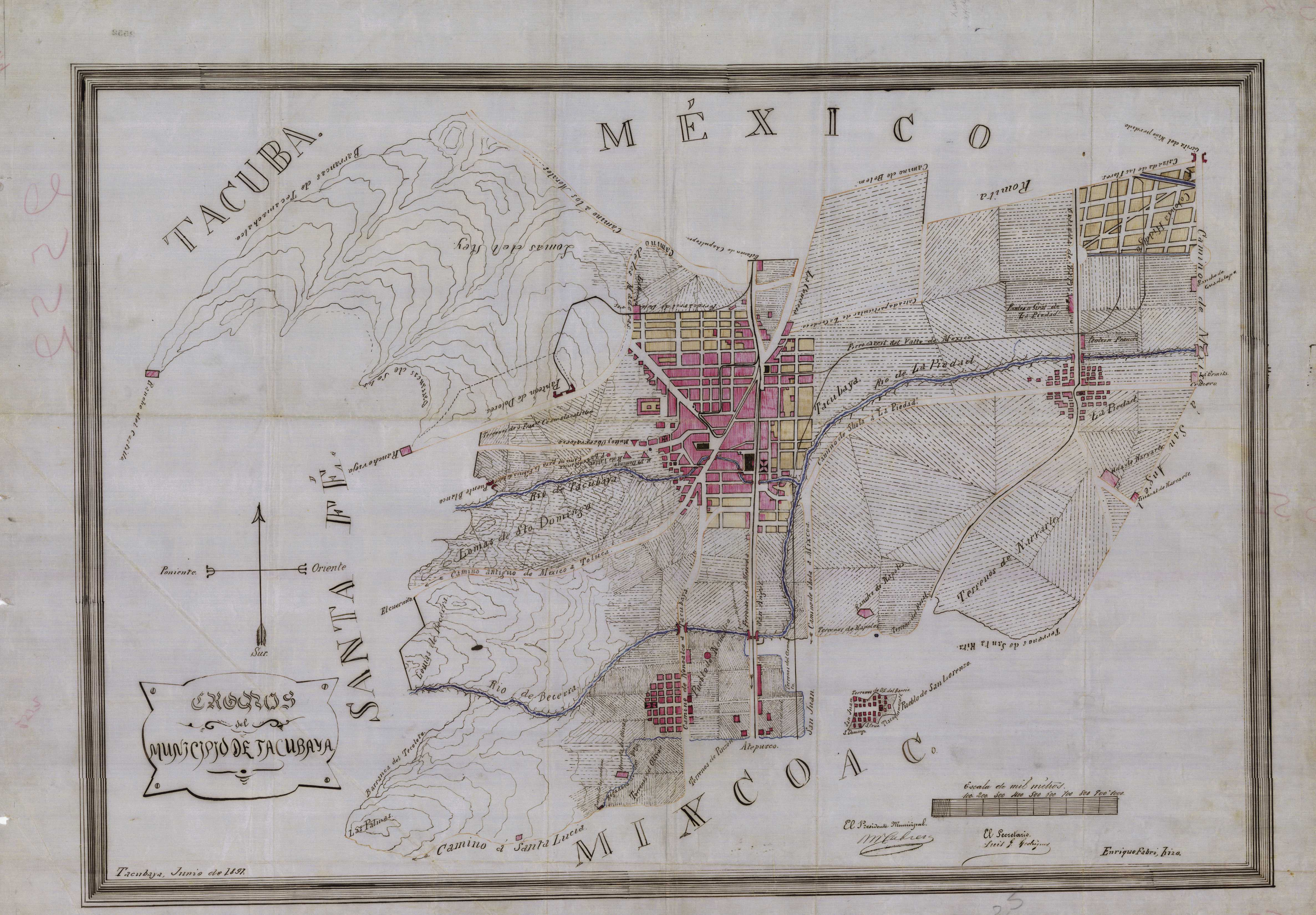
Mapa del municipio Tacubaya a finales del.

## Obra
Publicó sus versos en El Monitor Republicano, de ideología liberal, fundado y dirigido por Vicente García Torres, y en el Diario del Hogar de Filomeno Mata, quien la calificó de “insigne colaboradora”. Entre su producción, está el verso que escribió a Matilde Montoya, la primera mujer que estudió y ejerció la medicina profesionalmente en México:
Quiero, Matilde, en nombre de mi sexo,

dedicarte mi canto, enternecida

porque has abierto un porvenir brillante

a la mujer en la azarosa vida...
Inscrito está tu nombre en nuestra historia

porque al tomar valiente el escalpelo

nulificaste a la opinión odiosa

que a la mujer negaba alzar el vuelo.
Aún tienes que luchar: pero no importa

que el mundo admirará tu asiduidad

cumple con tu misión, noble doctora

para bien de la pobre humanidad.

Participó en las tertulias de intelectuales y escritores y fue parte del círculo de poetisas mexicanas que se prepararon para enviar su obra a la exposición de Chicago. Vicente Riva Palacio la incluyó en su obra El parnaso mexicano.
Cuando Pavón y Oviedo murió, a los 30 años de edad, víctima de la escarlatina, el periodista Arturo Paz convocó al círculo de poetas al que pertenecían para que aportaran un verso sobre ella. El resultado fue parte de la Corona fúnebre dedicada a la Sra. Manuela Oviedo de Pavón y su hija Camerina publicada por José María Pavón con los versos y textos de poetas e intelectuales de su época. Asimismo, se incluyó un verso inédito que la poetisa escribió unos días antes, cuando su madre murió. Sus primeras estrofas dicen:
ÚLTIMO CANTO

A mi madre idolatrada.

Si hay un dolor que llegue al infinito,

Es de una madre la eternal ausencia,

Que afecto como el suyo, tan bendito,

No se vuelve a encontrar en la existencia.

Esa dicha que brindan sus amores,

Esa sombra que imparte su cuidado

Para evitar mayores sinsabores

Al hijo a quien su vida ha consagrado.

Nadie la vuelve a dar, nada semeja

Esa ternura, su cariño santo,

Por eso es, la ventura que se aleja

[...]
En abril de 1894 el Ing. Manuel Valerio Ortega escribió un curioso soneto formado por un renglón de catorce autores, entre ellos la entonces recién fallecida Camerina Pavón. El verso dice:
A DIOS *

| ¡Silencio todos! Escuchad mi canto    | Esther Tapia de Castellanos                |
| Espíritu sublime de ternura           | Alfonso Rodríguez                          |
| Fuente de la piedad y la dulzura      | J. Fernández Lizardi                       |
| Haz que descienda a mí tu numen santo | Luisa Muñoz Ledo                           |
|                                       |                                            |
| En medio al huracán y entre mi llanto | Guillermo Prieto                           |
| Ya te miro brillar allá en la altura  | M.J. Olavarrieta (Manuel José Olavarrieta) |
| Mil veces más radiante de hermosura   | Alejandro Arango y Escandón                |
| Que en el ara del templo sacrosanto   | J.M. Gutiérrez Zamora                      |
|                                       |                                            |
| Audaz el hombre niega tu existencia   | Camerina Pavón                             |
| Te desconoce y burla el bando impío   | J. Sebastián Segura                        |
| Que pugna por vencer a la evidencia   | Laureana Wright                            |
| Negando tu grandeza y poderío         | Anónimo                                    |
| Mi alma en tanto férvida te implora   | Ramón I. Alcaraz                           |
| ¡Oh tierno Dios! Mi corazón te adora  | Juan de Dios Peza                          |

•El diario aclaró: Honramos nuestras columnas con el laboriosísimo soneto que antecede, arreglado, tomando su verso de los catorce autores que al margen se nombran por el señor Ingeniero don Manuel Valerio Ortega.